# هایکانوش تریانتس
هایکانوش تریانتس (ارمنی: Հայկանուշ Դավիթի Թրյանց؛  ۱۸۷۰ – ) یک بازیگر تئاتر اهل ارمنستان بود. وی بین سال‌های ۱۸۹۰ تا ؟ میلادی فعالیت می‌کرد.

## زندگی‌نامه
وی در ۱۸۷۰ در کنستانتینوپل به دنیا آمد. داویت تریان پدر وی بود.